# Alcea mozaffarianii
Alcea mozaffarianii là một loài thực vật có hoa trong họ Cẩm quỳ. Loài này được Ghahr. & Pakravan & Assadi mô tả khoa học đầu tiên năm 2000.